# مايك أولا
مايك أولا (بالإنجليزية: Mike Olla)‏ هو لاعب كرة قدم أمريكي في مركز الهجوم، ولد في 23 سبتمبر 1994 في Bloomfield, New Jersey ‏ في الولايات المتحدة. لعب مع نادي بان.